# Rabac
Rabac är en turistort i landsdelen Istrien, Kroatien med knappt 2 000 invånare (2002). Orten är belägen på Istriens östra sida, vid Kvarnerbukten i Adriatiska havet och är ett populärt turistmål.

## Kultur
The Rabac Festival är en årlig festival för elektronisk musik som har hållits där under ett antal år.